# نبردناو کلاس آیووا

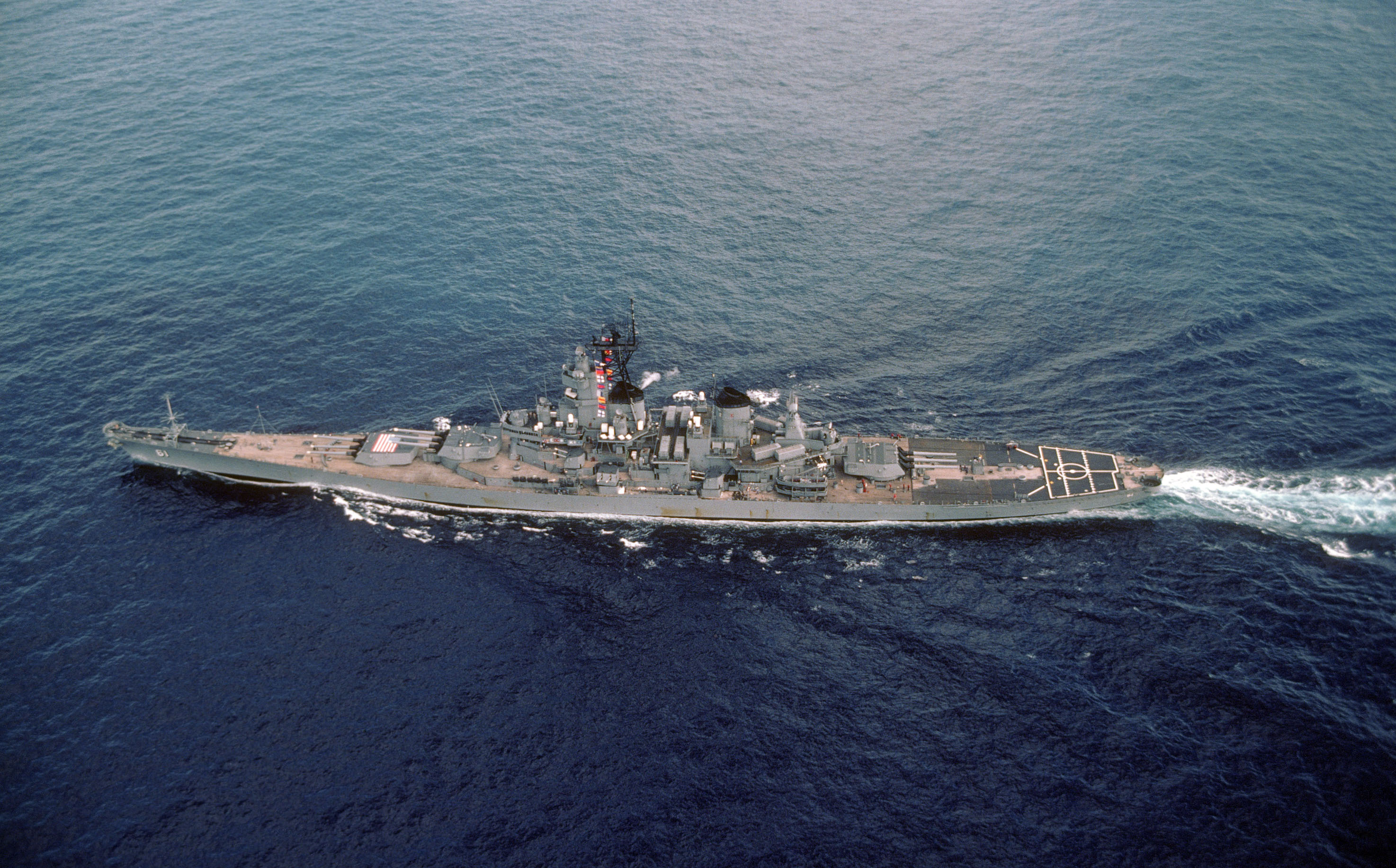
نمای زاویه بالا از کشتی جنگی USS IOWA (BB 61) در سواحل ویرجینیا

نبردناو کلاس آیووا (به انگلیسی: Iowa-class battleship) یک کلاس از کشتی است که طول آن 861¼ ft (262.5 m) pp می‌باشد.
۴ نبردناو کلاس آیووا تا دهه ۱۹۹۰ به خدمت ادامه دادند؛ نام شان:
1. یواس‌اس آیووا
2. یواس‌اس نیوجرسی
3. یواس‌اس میزوری
4. یواس‌اس ویسکانسین

این نبردناوها از ابزار ایجاد رعب آمریکا در دوران جنگ سرد (۱۹۴۰ تا ۱۹۹۰) بودند.
رقیب این نبردناوها ، نبردرزمناوهای کلاس "کیروف" روسیه هستند.